# 新南冰川
67°55′S 44°38′E / 67.917°S 44.633°E
新南冰川是南極洲的冰川，位於西部南極洲，毛德皇后地和恩德比地之間，由日本探險隊繪入地圖，該冰川位於澳洲南極洲領地。